# Сахаровський Олександр Михайлович
Олекса́ндр Миха́йлович Сахаро́вський (3 вересня 1909 — 12 листопада 1983) — керівник закордонної служби КДБ СРСР, генерал-полковник, один з організаторів і ідеологів сучасного міжнародного тероризму.

## Біографія, кар'єра
Згідно офіційній біографії походить з селянської родини з глибинки Комстромської губернії. 17-річним подався до Ленінграду, де працювати на верфах міста. В 1931 році був призваний до Червоної армії, де невдовзі перейшов на комсомольську, був слухачем вечірнього відділення Військово-політичної академії. Після демобілізації перейшов на партійну роботу. З 1938 звільнений секретар парткому ВКП(б) Балтійського морского пароплавства. В 1939 по партійному набору був направлений в органи держбезпеки НКВС. З лютого 1939 заступник начальник розвідки НКВС на водному транспорті Ленінградської області. В 1940 побував в закордонному плаванні на посаді помічника капітану пасажирського судна. Після початку Другої світової війни в Ленінградському УНКВС був створений Перший (розвідувальний) відділ, який займався підготовкою диверсійних груп для закидання в тил противника і ліквідацій німецьких парашутистів і диверсантів у власному тилу. Відділ очолив Сахаровський.
Після скінчання війни у 1946 році О. Сахаровский отримав призначення в Москву в центральний апарат МДБ СРСР. Був начальником відділу, заступником начальника одного з управлінь зовнішньої розвідки, неодноразово виїжджав для виконання спеціальних завдань за кордон. У травні 1956 О.М.Сахаровський був призначений начальником Першого головного управління КДБ при РМ СРСР (зовнішня розвідка) і прослужив на цій посаді до середини 1971 року.
З середини 1971 по січень 1975 — старший консультант Групи консультантів при голові КДБ СРСР.
 
З 1 лютого 1975 у відставці.

## Висловлювання
- |  | В сучасному світі, коли ядерна зброя зробила використання військової сили застарілим методом, тероризм повинен стати нашою основною зброєю. |

- |  | Захоплення літаків - мій особистий винахід. |

## Виноски
1. 1 2  Петров Н. В. Кто руководил органами госбезопасности: 1941—1954 — Мемориал, 2010. — ISBN 966-95519-0-0
2. 1 2  Censor.net:И.М.Пачепа. Российкие следы. 28.08.2006
3. ↑  Ион Михай Пацепа. РОССИЙСКИЕ СЛЕДЫ. — Бібліотека Якова Кротова